# Hinasuri
Hinasuri je izumrli prapovijesni rod ptica neletačica iz porodice nandua, reda nojevki. Rod je bio monotipičan, imao je samo vrstu Hinasuri nehuensis, koja je živjela u pliocenu, a njezini fosili nađeni su u Argentini. O ovom rodu ne zna se baš mnogo podataka, mogu se doznati samo na temelju tih fosilnih ostataka.